# 162 (عدد)
162 هو عدد صحيح. طبيعي بين 161 و163

## في الرياضيات

### خصائص
- 162عدد زوجي
- 162عدد زائد
- 162 عدد مضلعي (55 أضلاع-...)